# FN バリスタ
FN バリスタ（英語: FN Ballista）は、FNハースタル社によって開発された狙撃銃である。 FN バリスタは、アメリカ特殊作戦軍主導のPSRプログラムにレミントンMSR、Armalite AR-30、AWMなどとともに出品された。 PSRプログラムの結果、レミントンMSRがPSRとして採用された。

## 登場作品
『コール オブ デューティ ブラックオプス2』
プレイヤーが使用可能な狙撃銃として登場。
『Alliance of Valiant Arms』
FN Ballista Chronosとして登場。